# Melchior Schildt

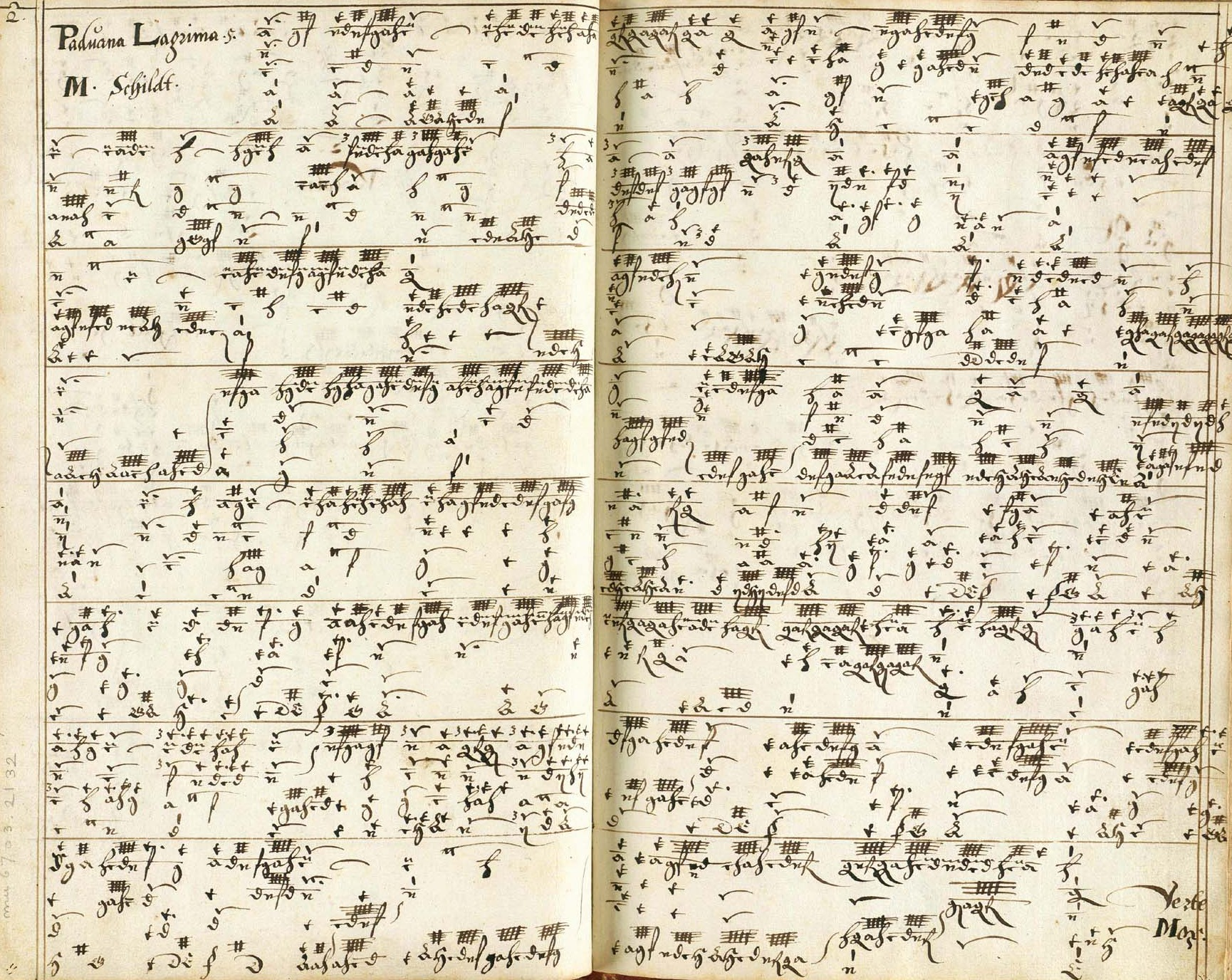
Partitura de Paduana Lachrimae, uma das obras de Melchior Schildt.

Melchior Schildt (1592 ou 1593, Hanôver; 18 de maio de 1667) foi um organista e compositor alemão do período da Renascença. Fez parte da Escola Alemã do Norte de Orgão (Norddeutsche Orgelschule).